# Élise-Daucourt
Pour les articles homonymes, voir Élise.
Élise-Daucourt est une commune française, située dans le département de la Marne en région Grand Est.

## Géographie

### Description

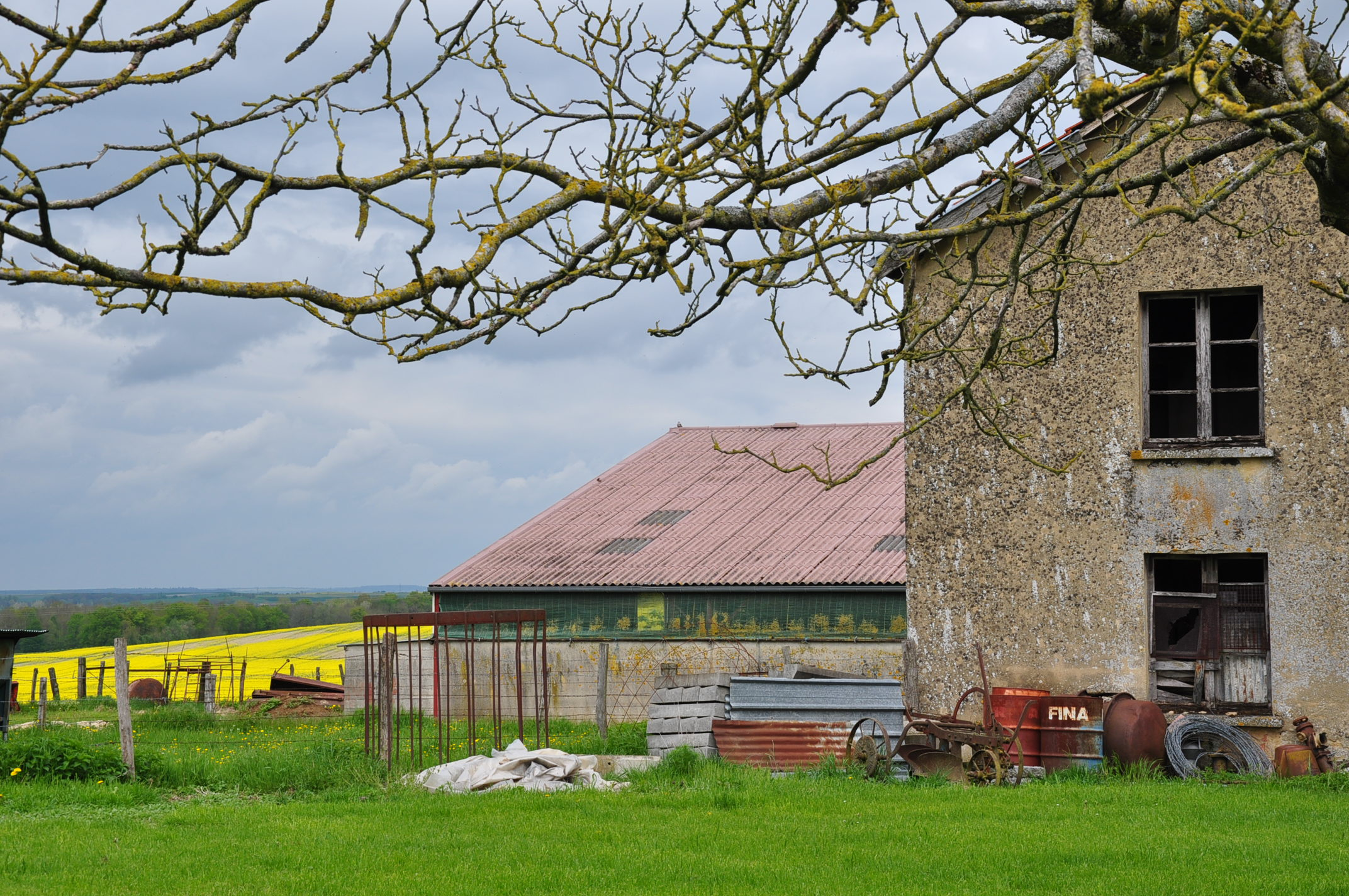
Un coin rural à Élise.

La commune se compose de deux villages, Élise et Daucourt, qui sont à 1,5 km l'un de l'autre. Les deux villages sont situés à environ 6 km au sud de Sainte-Menehould, la ville régionale la plus proche.

### communes limitrophes
| Dommartin-Dampierre | Argers           | Verrières |
| Voilemont           | Élise-Daucourt   | Châtrices |
| Rapsécourt          | Braux-Saint-Remy |           |

### Hydrographie
La commune est dans la région hydrographique « la Seine du confluent de l'Oise (inclus) à l'embouchure » au sein du bassin Seine-Normandie. Elle est drainée par l'Ante, le cours d'eau 01 de la commune d'Elise-D'Aucourt, le ruisseau de la Fontaine et le ruisseau de l'Étang,.
L'Ante, d'une longueur de 26 km, prend sa source dans la commune de Noirlieu et se jette  dans l'Aisne à Verrières, après avoir traversé onze communes. Les caractéristiques hydrologiques de l'Ante sont données par la station hydrologique située sur la commune d'Élise-Daucourt. Le débit moyen mensuel est de 0,907 m3/s. Le débit moyen journalier maximum est de 15,1 m3/s, atteint lors de la crue du 16 octobre 1981. Le débit instantané maximal est quant à lui de 16,4 m3/s, atteint le même jour.

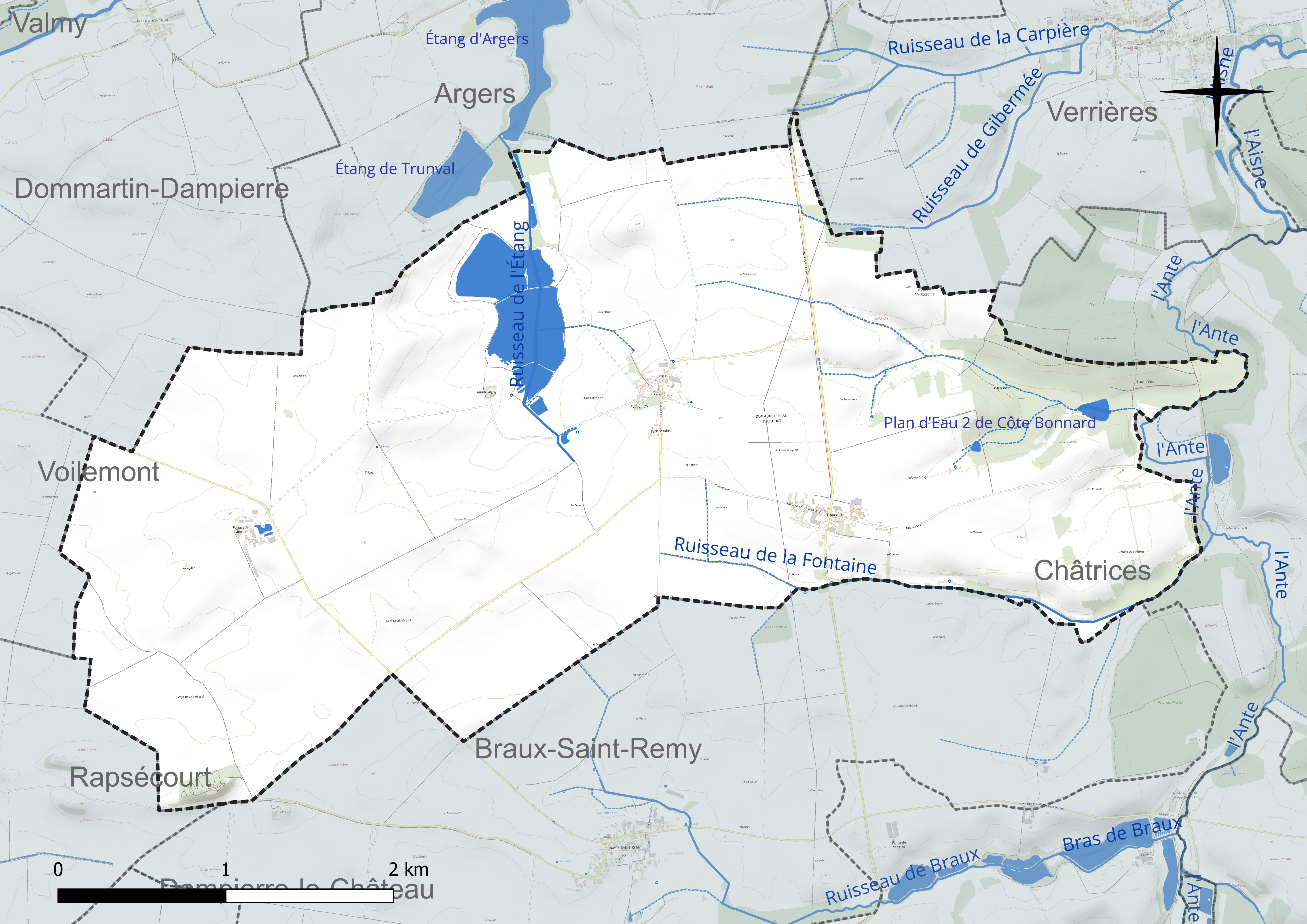
Réseau hydrographique d'Élise-Daucourt.

Deux plans d'eau complètent le réseau hydrographique : le plan d'eau 2 de Côte Bonnard (1,7 ha) et l'étang d'élise (20,3 ha),.

### Climat
Pour des articles plus généraux, voir Climat du Grand Est et Climat de la Marne.
En 2010, le climat de la commune est de type climat de montagne, selon une étude du Centre national de la recherche scientifique s'appuyant sur une série de données couvrant la période 1971-2000. En 2020, Météo-France publie une typologie des climats de la France métropolitaine dans laquelle la commune est exposée à un climat océanique altéré et est dans la région climatique  Nord-est du bassin Parisien, caractérisée par un ensoleillement médiocre, une pluviométrie moyenne régulièrement répartie au cours de l’année et un hiver froid (3 °C). 
Pour la période 1971-2000, la température annuelle moyenne est de 10,3 °C, avec une amplitude thermique annuelle de 15,8 °C. Le cumul annuel moyen de précipitations est de 892 mm, avec 13,1 jours de précipitations en janvier et 9,1 jours en juillet. Pour la période 1991-2020, la température moyenne annuelle observée sur la station météorologique de Météo-France la plus proche, « Argers », sur la commune d'Argers à 3 km à vol d'oiseau, est de 10,9 °C et le cumul annuel moyen de précipitations est de 739,4 mm. 
La température maximale relevée sur cette station est de 41,1 °C, atteinte le 25 juillet 2019 ; la température minimale est de −17,5 °C, atteinte le 20 décembre 2009,,. 
Les paramètres climatiques de la commune ont été estimés pour le milieu du siècle (2041-2070) selon différents scénarios d'émission de gaz à effet de serre à partir des nouvelles projections climatiques de référence DRIAS-2020. Ils sont consultables sur un site dédié publié par Météo-France en novembre 2022.

## Urbanisme

### Typologie
Au 1er janvier 2024, Élise-Daucourt est catégorisée commune rurale à habitat très dispersé, selon la nouvelle grille communale de densité à sept niveaux définie par l'Insee en 2022.
Elle est située hors unité urbaine. Par ailleurs la commune fait partie de l'aire d'attraction de Sainte-Menehould, dont elle est une commune de la couronne,. Cette aire, qui regroupe 50 communes, est catégorisée dans les aires de moins de 50 000 habitants,.

### Occupation des sols
L'occupation des sols de la commune, telle qu'elle ressort de la base de données européenne d’occupation biophysique des sols Corine Land Cover (CLC), est marquée par l'importance des territoires agricoles (92 % en 2018), en diminution par rapport à 1990 (94 %). La répartition détaillée en 2018 est la suivante : 
terres arables (79 %), prairies (10 %), forêts (5,5 %), zones agricoles hétérogènes (3 %), eaux continentales (2,4 %). L'évolution de l’occupation des sols de la commune et de ses infrastructures peut être observée sur les différentes représentations cartographiques du territoire : la carte de Cassini (XVIIIe siècle), la carte d'état-major (1820-1866) et les cartes ou photos aériennes de l'IGN pour la période actuelle (1950 à aujourd'hui).

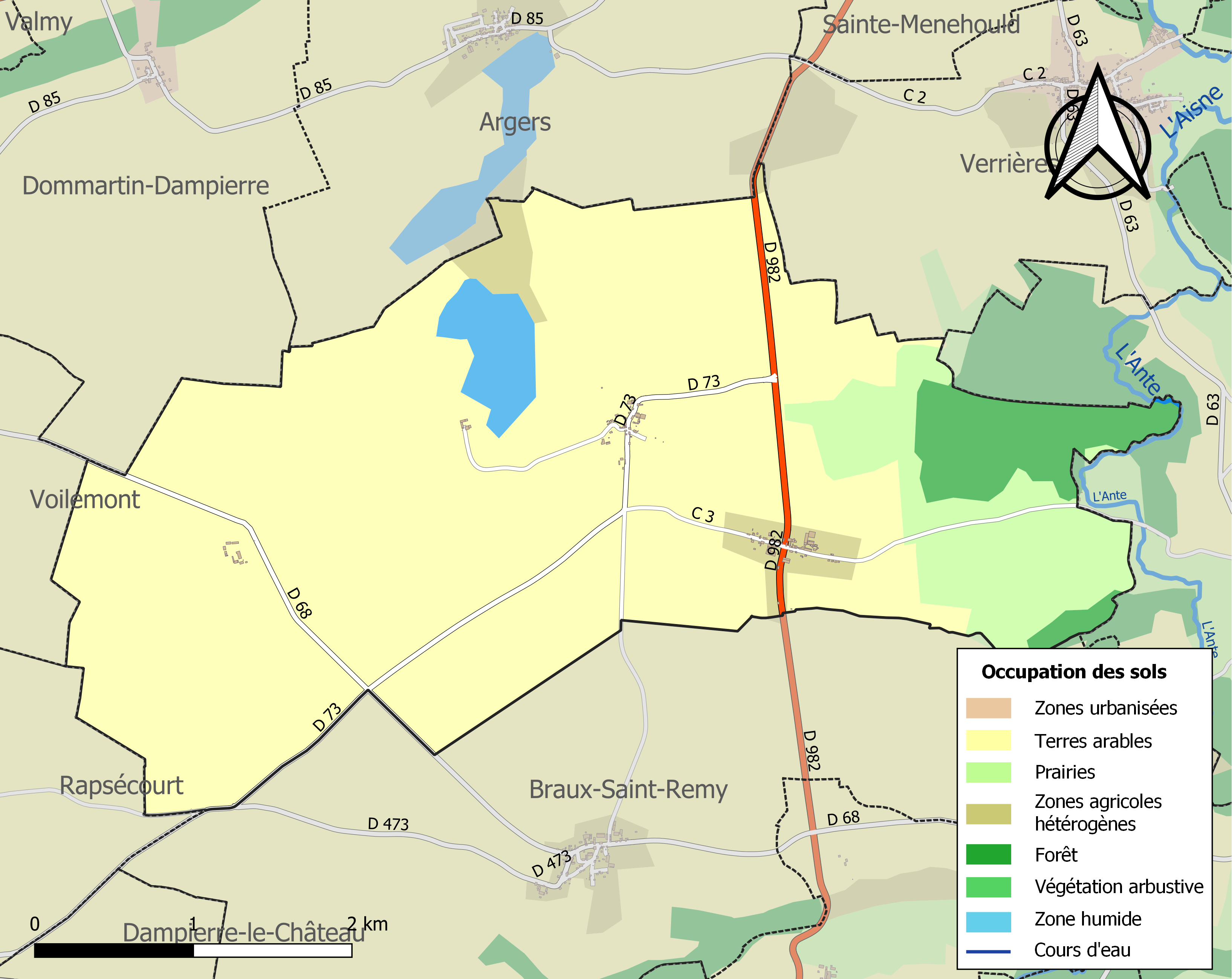
Carte des infrastructures et de l'occupation des sols de la commune en 2018 (CLC).

## Toponymie
Élise est attesté sous les formes Alisia (1130) ; Helesia (1132) ; Elisia (1170) ; Elysia (1203) ; Alise, Élisie (vers 1222) ; Helisia (1223) ; Elisiæ (vers 1252) ; Élise (vers 1274) ; Eslise (1389) ; Elizia (1405) ; Eslize (1498) ; Élize, Élisze (1535).

Toutes ces attestations sont pour le village, mais Alisia ou peut-être *Alis a dû désigner la source du « Ru d'Élize », affluent de l'Ante qui coule sur le territoire de la commune.
Daucourt est attesté sous les formes Altare de Dalcourt (1092) ; Daucort (1232) ; Daucourt (1328) ; Dancourt (1366) ; Daucour (1522) ; Daulcourt (1535).

Ce toponyme provient de l'agglutination du francique thal et du bas latin cortem qui signifie : « le domaine de la vallée ».

## Histoire

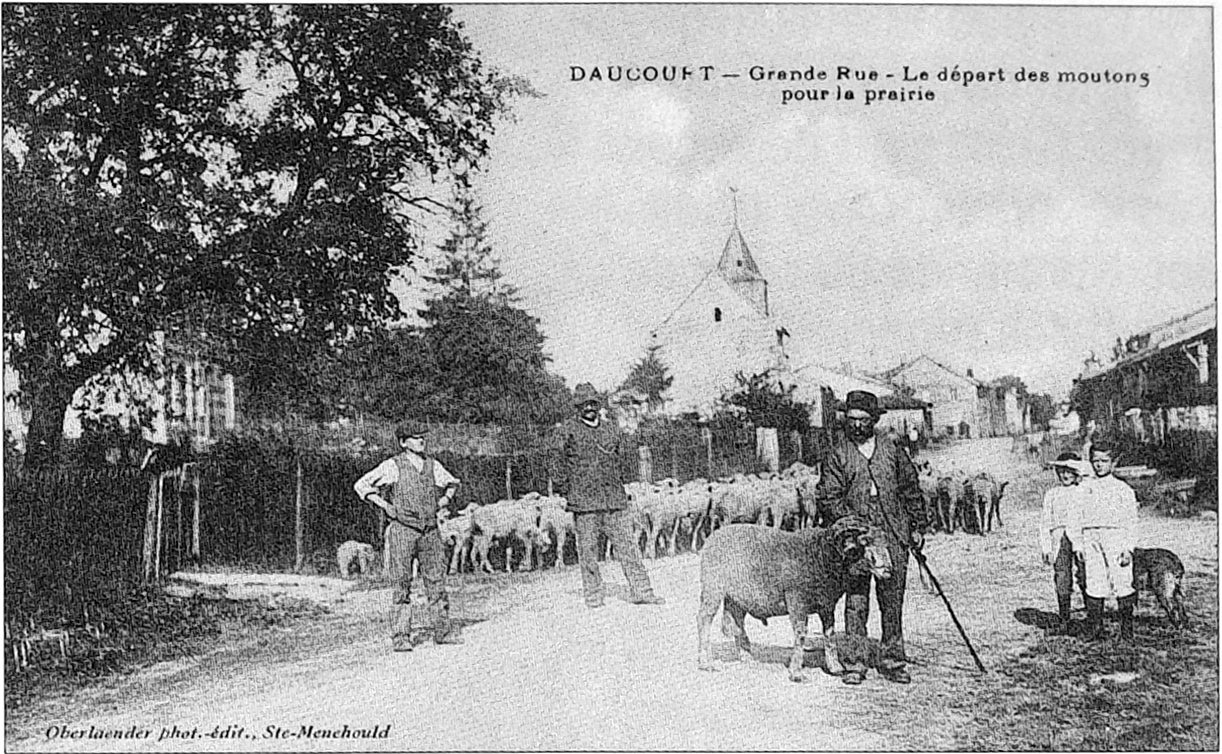
Le départ des moutons de Daucourt pour la prairie, au début du XXe siècle.

Daucourt est desservi de 1882 à 1969 par la gare de Villers - Daucourt, sur la ligne d'Amagne - Lucquy à Revigny.
|  |  |

Les deux villages d'Élise et Daucourt étaient des communes séparées jusqu'en 1965, quand ils ont fusionné,. Depuis la fusion, Élise est souvent - et incorrectement - appelée Élise-Daucourt.
On trouvera quelques informations sur l’histoire du village dans l’article de Daniel Hochedez et Catherine Schuster : « A la découverte des sites médiévaux de l’Argonne du sud » dans la revue Horizons d’Argonne ; n° 90 ; juin 2013, éditée par le Centre d’études argonnais.

## Politique et administration

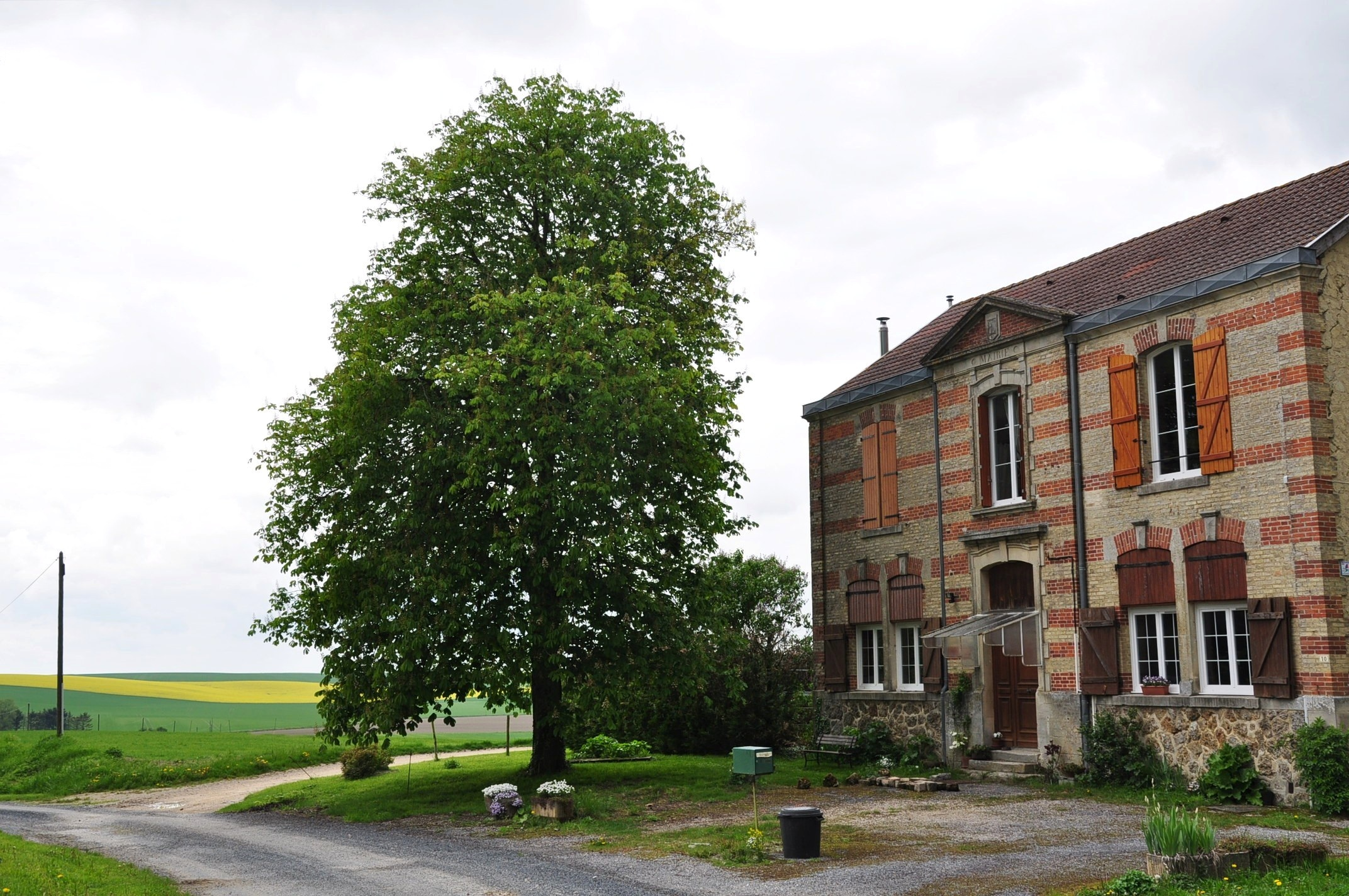
L'ancienne mairie d'Élise.

Par décret du 29 mars 2017, l'arrondissement de Sainte-Menehould est supprimée et la commune est intégrée le 31 mars 2017 à l'arrondissement de Châlons-en-Champagne.

### Intercommunalité
La commune, antérieurement membre de la communauté de communes de la Région de Sainte-Menehould, est membre, depuis le 1er janvier 2014, de la CC de l'Argonne Champenoise.
En effet, conformément au schéma départemental de coopération intercommunale de la Marne du 15 décembre 2011, cette communauté de communes de l'Argonne Champenoise est issue de la fusion, au 1er janvier 2014, de : 
- la communauté de communes du Canton de Ville-sur-Tourbe ;
- de la communauté de communes de la Région de Givry-en-Argonne ;
- et de la communauté de communes de la Région de Sainte-Menehould.

Les communes isolées de Cernay-en-Dormois, Les Charmontois, Herpont et Voilemont ont également rejoint l'Argonne Champenoise à sa création.

### Liste des maires
| Période                                  | Période        | Identité                 | Étiquette | Qualité                                    |
| ---------------------------------------- | -------------- | ------------------------ | --------- | ------------------------------------------ |
| Les données manquantes sont à compléter. |                |                          |           |                                            |
| 1965                                     | 1980           | André Fauquenot          |           | 1965 fusion des communes Élise et Daucourt |
| 1980                                     | septembre 2017 | André Kandel             | UMP → LR  | Décédé en fonction                         |
| 2017                                     | mai 2020       | César Fiers              |           |                                            |
| mai 2020                                 | En cours       | Guillaume Achard-Corompt |           |                                            |

## Démographie
L'évolution du nombre d'habitants est connue à travers les recensements de la population effectués dans la commune depuis 1793. Pour les communes de moins de 10 000 habitants, une enquête de recensement portant sur toute la population est réalisée tous les cinq ans, les populations de référence des années intermédiaires étant quant à elles estimées par interpolation ou extrapolation. Pour la commune, le premier recensement exhaustif entrant dans le cadre du nouveau dispositif a été réalisé en 2004.

En 2022, la commune comptait 81 habitants, en évolution de −20,59 % par rapport à 2016 (Marne : −1,19 %, France hors Mayotte : +2,11 %).
| 1793 | 1800 | 1806 | 1821 | 1831 | 1836 | 1841 | 1846 | 1851 |
| ---- | ---- | ---- | ---- | ---- | ---- | ---- | ---- | ---- |
| 110  | 91   | 117  | 159  | 148  | 167  | 165  | 162  | 167  |

| 1856 | 1861 | 1866 | 1872 | 1876 | 1881 | 1886 | 1891 | 1896 |
| ---- | ---- | ---- | ---- | ---- | ---- | ---- | ---- | ---- |
| 150  | 150  | 150  | 144  | 136  | 128  | 149  | 133  | 143  |

| 1901 | 1906 | 1911 | 1921 | 1926 | 1931 | 1936 | 1946 | 1954 |
| ---- | ---- | ---- | ---- | ---- | ---- | ---- | ---- | ---- |
| 131  | 115  | 109  | 92   | 107  | 109  | 105  | 85   | 106  |

| 1962 | 1968 | 1975 | 1982 | 1990 | 1999 | 2004 | 2006 | 2009 |
| ---- | ---- | ---- | ---- | ---- | ---- | ---- | ---- | ---- |
| 87   | 168  | 129  | 95   | 123  | 104  | 104  | 104  | 107  |

| 2014 | 2019 | 2022 | - | - | - | - | - | - |
| ---- | ---- | ---- | - | - | - | - | - | - |
| 102  | 84   | 81   | - | - | - | - | - | - |

## Culture locale et patrimoine

### Lieux et monuments
- Église Saint-Julien à Élise.

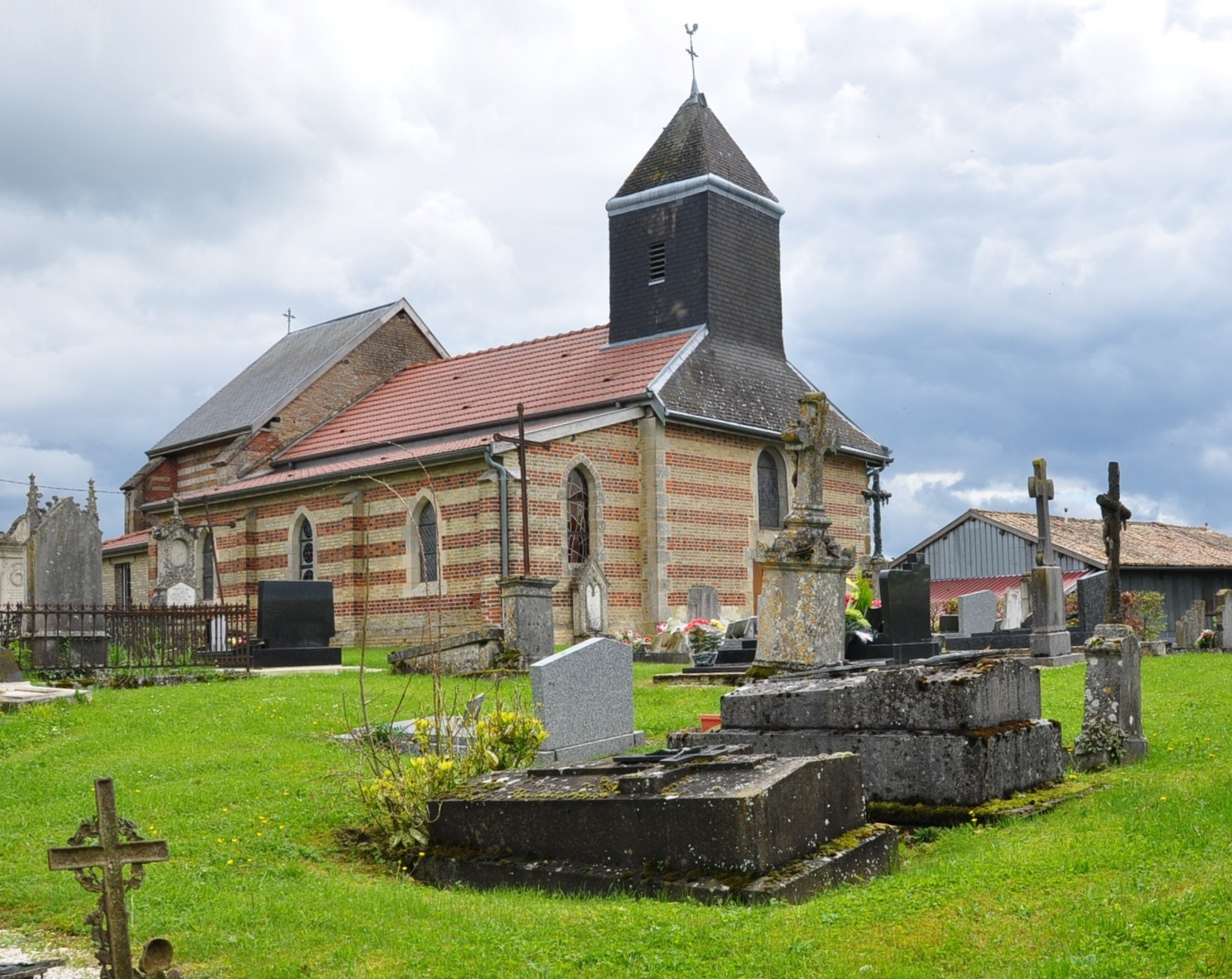
Église Saint-Julien à Élise.

- Église Saint-Nicolas à Daucourt. Sa cloche en bronze de 1513 est classée monument historique en tant qu'objet[32],[33].